# Too Much Love Will Kill You (Queen)
Too Much Love Will Kill You è un singolo del gruppo musicale britannico Queen, pubblicato nel 1995 come terzo estratto dal quindicesimo album in studio Made in Heaven.

## Descrizione
Tra il 1993 e il 1995, quasi due anni dopo la morte di Freddie Mercury, i Queen tornarono in studio per lavorare su materiale precedentemente registrato al fine di pubblicare un album postumo, il cui titolo sarebbe stato Made in Heaven. Fu così che tra le tredici tracce del disco venne scelta anche Too Much Love Will Kill You, brano originariamente realizzato durante le sessioni di registrazione di The Miracle ma mai pubblicato (nel 1992 uscì tuttavia una versione realizzata dal solo Brian May e pubblicato come singolo).
Originariamente uscito per il mercato statunitense come primo estratto dell'album, il 26 febbraio 1996 il singolo fu ripubblicato anche per quello britannico. Nel 1999 è stato inserito nella raccolta Greatest Hits III, mentre nel 2010 e nel 2014 rispettivamente in Queen: The Singles Collection Volume 4 e Queen Forever.

## Tracce
CD, 7" (Stati Uniti)
1. Too Much Love Will Kill You – 4:20 (Brian May, Frank Musker, Elizabeth Lamers)
2. Rock in Rio Blues – 4:33 (Queen)

CD, 7" (Regno Unito)
1. Too Much Love Will Kill You – 4:20 (Brian May, Frank Musker, Elizabeth Lamers)
2. Spread Your Wings (Digital Remaster) – 4:32 (John Deacon) – assente nell'edizione 7"
3. We Will Rock You (Digital Remaster) – 2:01 (Brian May)
4. We Are the Champions (Digital Remaster) – 2:59 (Freddie Mercury)

## Formazione
Gruppo
- Freddie Mercury – voce principale
- John Deacon – basso
- Roger Taylor – batteria, voce
- Brian May – chitarra elettrica, pianoforte, voce

Produzione
- Queen – produzione
- David Richards – supervisione al missaggio, coproduzione, ingegneria del suono
- Mack – registrazione materiale aggiuntivo
- Justin Shirley-Smith – coproduzione, ingegneria del suono
- Joshua J. Macrae – coproduzione, ingegneria del suono